# Platyja torsilinea
Platyja torsilinea är en fjärilsart som beskrevs av Achille Guenée 1852. Platyja torsilinea ingår i släktet Platyja och familjen nattflyn. Inga underarter finns listade i Catalogue of Life.